# 平塚吉光
平塚 吉光（ひらつか よしみつ、1988年11月13日 - ）は、静岡県沼津市出身の元自転車競技（ロードレース）選手。引退後伊豆の国市伊豆長岡の自転車をコンセプトにしたホテルでサイクルガイドをしている。

## 来歴
静岡県立修善寺工業高等学校を経て、パールイズミ・スミタ・ラバネロに加入。
2009年
- 世界選手権・U23個人ロードレース 途中棄権

2010年、シマノレーシングに移籍。
- 世界選手権・U23個人ロードレース　70位

2012年
- ジャパンカップサイクルロードレース　20位

2013年、愛三工業レーシングチームに移籍。
- ジャパンカップサイクルロードレース　20位